# Piotr Kossacki
Piotr Jan Kossacki (ur. 1970) – polski fizyk specjalizujący się w doświadczalnej fizyce ciała stałego, profesor Uniwersytetu Warszawskiego.

## Życiorys
Piotr Kossacki uczył się w klasie o profilu matematyczno-fizycznym XLV Liceum Ogólnokształcącego im. Romualda Traugutta w Warszawie (1985–1989). Był wówczas stypendystą Krajowego Funduszu na rzecz Dzieci. Zajął IV (1987) oraz I miejsce (1988, 1989) na Olimpiadzie Fizycznej. Jako reprezentant Polski zdobywał brązowy (1987) oraz srebrne (1988, 1989) medale na międzynarodowej olimpiadzie fizycznej. W 1988 dostał nadto specjalną nagrodę za najlepsze rozwiązanie zadania eksperymentalnego. Następnie ukończył studia na Wydziale Fizyki Uniwersytetu Warszawskiego. Na III roku przyznano mu grant na prowadzenie prac badawczych. W 1998 doktoryzował się z fizyki eksperymentalnej. W 2000 otrzymał nagrodę im. Stefana Pieńkowskiego. W 2006 habilitował się na UW w specjalności fizyka ciała stałego na podstawie dzieła Dynamika i oddziaływania stanów ekscytonowych w studiach kwantowych (Cd, Mn)Te. W 2008 otrzymał za nią Nagrodę Prezesa Rady Ministrów. W 2012 otrzymał tytuł profesora nauk fizycznych.
Zawodowo związany z Zakładem Fizyki Ciała Stałego Instytutu Fizyki Doświadczalnej macierzystego wydziału. Jest zastępcą dyrektora Instytutu Fizyki Doświadczalnej im. Stefana Pieńkowskiego. Specjalizuje się w badaniach właściwości magnetycznych i optycznych nanostruktur półprzewodnikowych, w tym magnetyzmem metalicznych materiałów amorficznych, układów niskowymiarowych (kropki kwantowe, heterostruktury i studnie kwantowe), nanoalotropami węgla oraz półprzewodnikowymi materiałami warstwowymi z grupy dichalogenków metali przejściowych.
Odbywał staże naukowe m.in. w Swiss Federal Institute of Technology w Lozannie oraz w Laboratorium Silnych Pól Magnetycznych w Grenoble. Od 1990 należał do komitetu głównego Olimpiady Fizycznej, a w 2011 został jego przewodniczącym. Sekretarz Komitetu Fizyki Polskiej Akademii Nauk. Promotor sześciu doktoratów, m.in. Wojciecha Pacuskiego.